# Adeps solidus

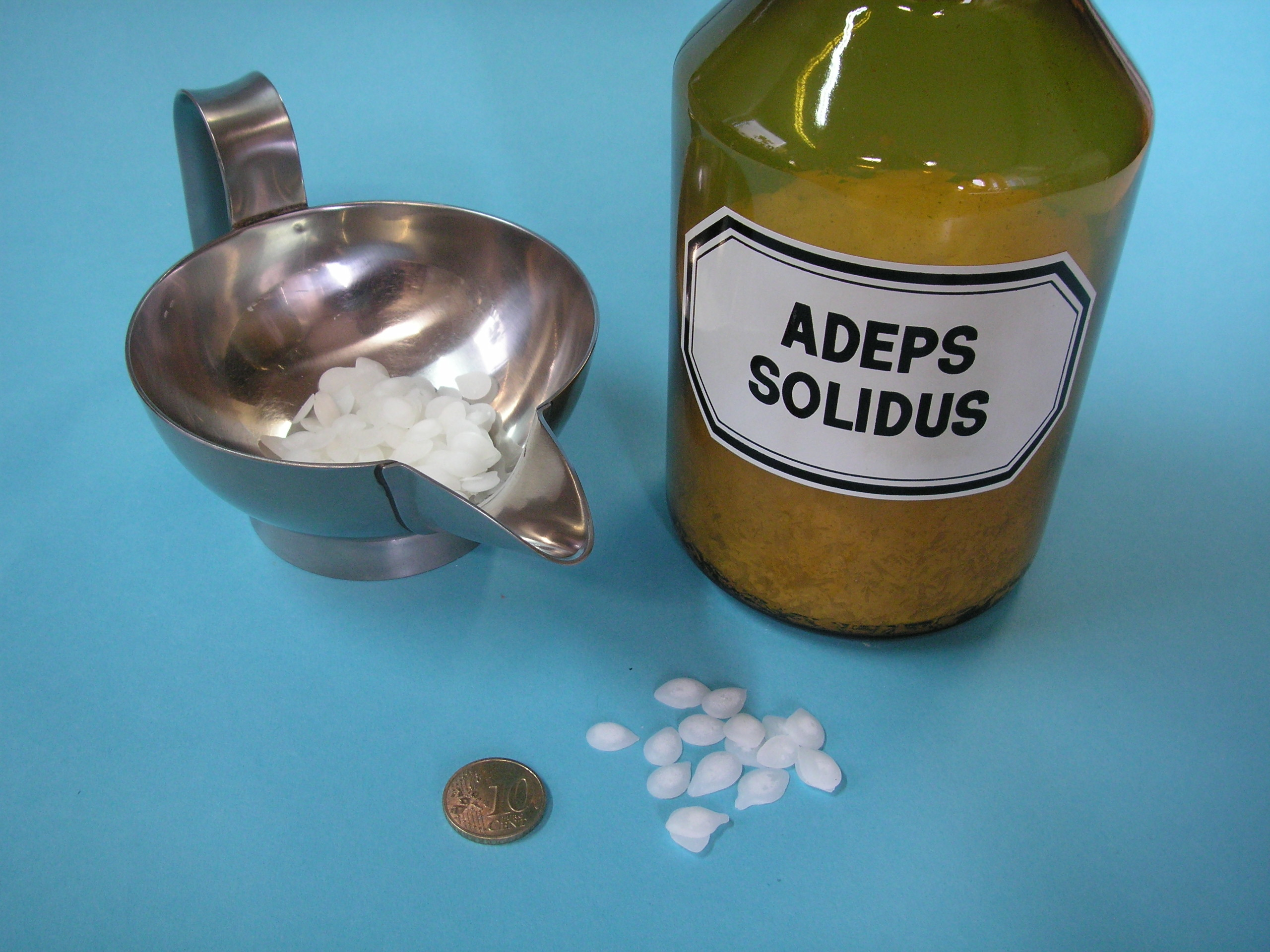
Zuivere Adeps Solidus als basis voor zetpillen

Adeps solidus is een synthetische vet dat bestaat uit een mengsel van mono- di- en triglyceriden.
Het wordt gebruikt als basis voor zetpillen. Het middel verving cacaoboter dat voor deze toepassing veel nadelen had. Adeps solidus is combineerbaar met de meeste geneesmiddelen. Net zoals bij cacaoboter is er kans dat de ene kristalvorm omgezet wordt in de andere (polymorfisme), maar dit gebeurt veel minder dan bij cacaoboter. 
Adeps solidus heeft een lage viscositeit. Dit heeft als voordeel dat de vrijstelling van het geneesmiddel snel zal gebeuren. Het nadeel is verhoogde sedimentatie van het geneesmiddel in de basis waarin het verwerkt wordt, tijdens het stollen en tijdens het bewaren.